# Neydens
Neydens – miejscowość i gmina we Francji, w regionie Owernia-Rodan-Alpy, w departamencie Górna Sabaudia.
Według danych na rok 1990 gminę zamieszkiwało 957 osób, a gęstość zaludnienia wynosiła 138 osób/km² (wśród 2880 gmin regionu Rodan-Alpy Neydens plasuje się na 804. miejscu pod względem liczby ludności, natomiast pod względem powierzchni na miejscu 1363.).